# Franco Turigliatto
Franco Turigliatto (Rivara, 13 dicembre 1946) è un politico italiano, senatore dal 2006 al 2008.
È stato portavoce nazionale di Sinistra Critica per i tutti cinque anni di esistenza di tale organizzazione (2008-2013), e successivamente il leader del movimento Sinistra Anticapitalista.

## Biografia

### I primi passi politici e la nascita di Rifondazione
Franco Turigliatto comincia, nel 1966, la militanza politica nel Movimento Studentesco di Mario Capanna; nel novembre 1967 partecipa all'occupazione di Palazzo Campana a Torino.
A partire dalle lotte operaie del 1969 segue le dinamiche del movimento operaio torinese e nazionale. Aderisce quello stesso anno alla Quarta Internazionale. Guida poi, con Livio Maitan, la Lega comunista rivoluzionaria IV internazionale fino al 1989, quando questo gruppo confluisce in Democrazia Proletaria.
Membro subito dopo della direzione nazionale di DP, nel 1991 partecipa alla costruzione del Partito della Rifondazione Comunista. Diventa membro della direzione nazionale e dirigente di una minoranza interna del PRC, "Bandiera Rossa", guidata da Maitan, che in seguito confluirà in "Sinistra Critica" (la cui rivista di riferimento è Erre). Da membro della direzione nazionale del PRC si occupa per diversi anni, all'interno del Dipartimento Lavoro, di politiche industriali della divisione grandi fabbriche, seguendo da vicino la crisi della FIAT e recandosi quotidianamente davanti ai cancelli degli stabilimenti torinesi di Mirafiori. Ha ricoperto inoltre il ruolo di Responsabile lavoro del PRC in Piemonte.
Alle politiche del 2006 è stato eletto al Senato nella circoscrizione Piemonte. È membro dell'11ª Commissione permanente (Lavoro e previdenza sociale), della 14ª Commissione permanente (Politiche dell'Unione europea) e della delegazione italiana all'assemblea parlamentare dell'Organizzazione per la sicurezza e la cooperazione in Europa (OSCE).

### Il caso Turigliatto-Rossi
Il 21 febbraio 2007, la sua non partecipazione al voto assieme al senatore Fernando Rossi del PdCI sulla mozione del Ministro degli Esteri Massimo D'Alema riguardo alla politica estera del Governo, scatena notevoli polemiche, pur non essendo determinante per la crisi del governo Prodi II, causata dall'astensione, che al senato equivaleva ad un voto contro, anche di due senatori a vita, Giulio Andreotti e Sergio Pininfarina, e del voto contrario di Francesco Cossiga (anch'egli senatore a vita). Tuttavia a causa dell'astensione, essendosi posto "fuori dalla comunità di Rifondazione", secondo le parole della segreteria del partito, questa ha raccomandato che ne venga decretato l'allontanamento. L'allontanamento per due anni dal partito (il provvedimento disciplinare più grave previsto dallo Statuto del PRC) è deciso, con 14 voti a favore e 6 contrari, dal Collegio Nazionale di Garanzia il 1º marzo 2007.
Il 23 febbraio 2007 Turigliatto, dopo essere stato espulso dal gruppo parlamentare di Rifondazione, aderisce, come da regolamento, al Gruppo misto del Senato, costituendo la componente della Sinistra Critica, dal nome dell'associazione di cui è membro, la quale è poi interamente uscita da Rifondazione Comunista l'8 dicembre 2007, giorno in cui tale partito formalizzava la propria adesione a La Sinistra l'Arcobaleno.
Durante la discussione della Legge Finanziaria del 2008, Turigliatto ha proposto un emendamento in cui si proponeva di dimezzare lo stipendio e le indennità dei parlamentari. L'8 novembre 2007, l'emendamento è stato respinto con 36 voti a favore e 266 contro. In un altro emendamento, approvato dal Senato, ha proposto di istituire un fondo per risanare gli edifici pubblici dall'amianto.

### Crisi di governo
Il 24 gennaio 2008 Turigliatto è tra i senatori che votano "no" alla fiducia nei confronti del Governo Prodi II, provvedimento che farà aprire la crisi di governo con le successive dimissioni.
Alle seguenti elezioni politiche del 2008, Turigliatto presenta il suo movimento Sinistra Critica (che candida la giovane Flavia D'Angeli come Premier) guidandone le liste al Senato, in autonomia dagli altri schieramenti. Durante la campagna elettorale, nella puntata del 13 marzo 2008 di Porta a Porta, Turigliatto abbandona gli studi del programma televisivo di approfondimento politico in polemica con la presenza di Roberto Fiore, leader del movimento Forza Nuova, di ispirazione neofascista.
Nessun candidato di Sinistra Critica viene eletto in Parlamento, a causa del mancato raggiungimento dello sbarramento posto al 4% a livello nazionale per la Camera e all'8% a livello regionale per il Senato.

### Sviluppi recenti
Anche dopo le elezioni del 2008 Turigliatto continua la sua militanza politica; nel novembre 2009 è stato confermato fra i tre portavoce nazionali di Sinistra Critica.
In un'intervista al Corriere della Sera del 15 agosto 2010 afferma di non essersi mai pentito di aver fatto cadere l'ultimo Governo Prodi.
Nel 2011 è candidato al Consiglio Comunale di Torino nella lista di Sinistra Critica che, assieme alla Federazione della Sinistra, sostiene Juri Bossuto come candidato a Sindaco, senza risultare eletto.
Nel 2012 in occasione del Congresso Nazionale di Sinistra Critica è il primo firmatario degli emendamenti al documento congressuale. In sede di congresso le due posizioni (documento principale ed emendamenti) si eguagliano. Dopo un anno di convivenza le due aree decidono di porre fine all'esistenza di Sinistra Critica: dall'estate 2013 Turigliatto è uno dei principali esponenti della nuova formazione Sinistra Anticapitalista.
In occasione delle elezioni politiche del 2018 il suo movimento fa parte della lista Potere al Popolo!, senza però poi aderire al successivo processo costituente che lo porterà a diventare un movimento politico a tutti gli effetti.

## Vicende giudiziarie
Durante la campagna elettorale del 2008, ospite della trasmissione Porta a Porta su Rai 1, Turigliatto è messo a confronto con Roberto Fiore, segretario di Forza Nuova. Prima che Fiore possa dire qualcosa, Turigliatto abbandona lo studio, affermando di non poter dibattere con un fascista. In seguito a ciò, Fiore querela Turigliatto per diffamazione a mezzo stampa.
Il 4 luglio 2014 il Giudice per le indagini preliminari dispone il giudizio immediato per Turigliatto. Tuttavia, il 16 settembre 2015 il Senato (con 219 sì, 0 no e 2 astenuti) dichiara le affermazioni di Turigliatto insindacabili ai sensi dell'art.68, primo comma della Costituzione. Turigliatto è quindi prosciolto dalle accuse.